# Сайло (Оклахома)
Сайло (англ. Silo) — місто (англ. town) в США, в окрузі Браян штату Оклахома. Населення — 384 особи (2020).

## Географія
Сайло розташоване за координатами 34°2′9″ пн. ш. 96°28′29″ зх. д. / 34.03583° пн. ш. 96.47472° зх. д. (34.035856, -96.474672).  За даними Бюро перепису населення США в 2010 році місто мало площу 1,29 км², уся площа — суходіл.

## Демографія
Згідно з переписом 2010 року, у місті мешкала 331 особа в 128 домогосподарствах у складі 99 родин. Густота населення становила 257 осіб/км².  Було 136 помешкань (106/км²).
Расовий склад населення:
| - 66,5 % — білих - 20,5 % — корінних американців - 0,3 % — чорних або афроамериканців |

До двох чи більше рас належало 12,4 %. Частка іспаномовних становила 1,8 % від усіх жителів.
За віковим діапазоном населення розподілялося таким чином: 21,8 % — особи молодші 18 років, 62,5 % — особи у віці 18—64 років, 15,7 % — особи у віці 65 років та старші. Медіана віку мешканця становила 42,1 року. На 100 осіб жіночої статі у місті припадало 91,3 чоловіків;  на 100 жінок у віці від 18 років та старших — 93,3 чоловіків також старших 18 років.
Середній дохід на одне домашнє господарство  становив 51 358 доларів США (медіана — 48 333), а середній дохід на одну сім'ю — 58 968 доларів (медіана — 55 417). Медіана доходів становила 32 500 доларів для чоловіків та 31 750 доларів для жінок. За межею бідності перебувало 11,7 % осіб, у тому числі 20,8 % дітей у віці до 18 років та 1,5 % осіб у віці 65 років та старших.
Цивільне працевлаштоване населення становило 171 осіб. Основні галузі зайнятості: освіта, охорона здоров'я та соціальна допомога — 31,6 %, виробництво — 11,1 %, роздрібна торгівля — 10,5 %.